# WMPB
A WMPB é uma emissora de televisão americana instalada na cidade de Baltimore, no Estado de Maryland. A emissora é afiliada à rede Public Broadcasting Service (PBS) e é sintonizada no Canal 67 UHF digital (ou Canal 29 virtual). A emissora é geradora da rede de televisão estadual Maryland Public Television (MPT), rede de TV educativa que leva sinal para maior parte do estado de Maryland.
A FCC deu licença ao Canal 29 em meados dos anos 60. A emissora só iniciou as atividades em 5 de outubro de 1969, afiliada à National Educational Television (NET). Quando a NET mudou de nome para PBS em 1970, manteve afiliação com nova rede, que permanece até hoje.
Em 2009, depois quase 40 anos no ar pelo Canal 29 UHF analógico, a emissora deixou ser exibida no canal analógico, devido a transição dos canais de TVs analógicos aos digitais iniciados nos Estados Unidos em 1999.